# Giovanni Tedesco
Giovanni Tedesco (Palermo, 13 de maio de 1972) é um ex-futebolista e treinador de futebol italiano que atuava como meio-campista. É atualmente técnico do Valletta FC.

## Carreira
Em 20 anos como profissional, Tedesco defendeu Reggina, Fiorentina, Foggia, Salernitana 1919, Perugia (clube onde teve maior destaque, entre 1998 e 2004), Genoa e Palermo, onde se aposentou em 2010.
Após deixar os gramados, virou treinador das categorias de base do Palermo até 2012, quando iniciou a carreira como técnico principal de clubes, no Foligno, que disputava a Lega Pro Seconda Divisione (quarta divisão nacional). Excetuando uma curta passagem no comando técnico do Palermo em 2014 (3 jogos), Tedesco treinou apenas equipes de Malta (Birkirkara, Floriana, Hamrun Spartans, Gzira United e Valletta FC).

## Títulos
Fiorentina
- Série B: 1993–94

Salernitana 1919
- Série B: 1997–98

Perugia
- Taça Intertoto da UEFA: 2003[8]

Floriana
- Copa de Malta: 2016–17